# Cerodontha braziliana
Cerodontha braziliana este o specie de muște din genul Cerodontha, familia Agromyzidae, descrisă de Spencer în anul 1963. Conform Catalogue of Life specia Cerodontha braziliana nu are subspecii cunoscute.